# Деметрий (сын Ариарата)
Деметрий (др.-греч. Δημήτριος; II век до н. э.) — сын царя Каппадокии Ариарата.

## Биография
В 156—154 гг. до н. э. между Пергамом и Вифинией велась война. По свидетельству Полибия зимой 155/154 гг. до н. э. на помощь Атталу II прибыла объединённая армия Каппалокии и Понта, во главе которой находился Деметрий, сын Ариарата.
В это время в Каппадокии правил Ариарат V. Поэтому было широко распространено мнение о том, что этот царь и являлся отцом Деметрия. Об этом, например, говорит Сапрыкин С. Ю. Но, как считают другие современные исследователи, Деметрий не мог быть сыном Ариарата V, так как последний сам родился в конце 180-х — начале 170-х годов до н. э., а к 161 году до н. э. ещё не был женат. Поэтому отцом Деметрия, по всей видимости, являлся Ариарат IV. А матерью, скорее всего, — вторая жена или наложница этого правителя, оставившего ранее, по мнению Я. Зайберта, Антиохиду, которая вернулась затем в Сирию.
О. Л. Габелко обратил внимание на то обстоятельство, что имя Деметрий не было традиционным для династии Ариаратидов. По его мнению, Ариарат IV дав это имя своему сыну, продемонстрировал своё расположение к Селевкидам.